# Галль, Андре
Андре Галль (фр. André Galle, 27 мая 1761, Сент-Этьен — 21 декабря 1844, Париж) — французский медальер.

## Биография
Учился у своего отца, резчика монетных штемпелей и печатей Бартельми Галля, и у скульптора Антуана Дени Шоде. Работал на Парижском монетном дворе под руководством Огюстена Дюпре. С 1805 года постоянно участвовал в выставках Парижского салона.
Создал большое количество портретных медалей (с портретами Карла V, Людовика XVIII, Наполеона I, анатома Мари Биша, живописца Жака-Луи Давида, Рене Декарта, Джеймса Уатта и др.) и медалей в честь исторических событий (Египетского похода Наполеона, Реставрации Бурбонов, завоевания Алжира, перезахоронения останков Наполеона в соборе Дома инвалидов и др.).
Благодаря многочисленным историческим медалям приобрёл славу создателя истории консулата и империи Наполеона I в бронзе.
Свои произведения подписывал «GALLE».
В 1829 году запатентовал роликовую цепь (цепь Галля).